# Marxistisk vänster
Marxistisk vänster var en Stockholmsbaserad utbrytargrupp bildad påsken 1996 ur Arbetarförbundet Offensiv (nuvarande Rättvisepartiet Socialisterna). Organisationen upplöstes i november två år senare då man helgen den 14–15 november 1998 gick samman med Arbetarmakt.
Under Marxistisk vänsters korta historia gav organisationen ut sex nummer av den teoretiska tidskriften Marxistiskt perspektiv.